# Anton Alexandrowitsch Iwanow (Badminton)
Anton Alexandrowitsch Iwanow (* 19. November 1987; russisch Антон Александрович Иванов, englische Transkription Anton Ivanov) ist ein russischer Badmintonspieler. 

## Karriere
Anton Ivanow belegte bei den Riga International 2006 Rang drei, bei den Slovak International 2007 Rang zwei, bei den Bulgarian International 2008 Rang drei und bei den Estonian International 2009 Rang zwei. Bei den Polish Open 2012, den St. Petersburg White Nights 2013 und den Slovak International 2013 wurde er jeweils Dritter. National gewann er 2013 Bronze und 2014 Silber im Herreneinzel. 2014 startete er auch bei den Badminton-Europameisterschaften und im Thomas Cup. 2015 gewann er dann den nationalen Meistertitel.